# Словеначка демократска странка
Словеначка демократска странка (словен. Slovenska demokratska stranka, СДС) је десничарска политичка партија у Словенији, на чијем се челу налази Јанез Јанша, бивши премијер.
Странка је 16. фебруара 1989. настала као Социјалдемокатски савез Словеније (словен. Socialdemokratska zveza Slovenije, SDZS). На првим демократским изборима у Словенији је била део коалиције ДЕМОС која је преузела власт. Њен министар Јанез Јанша је имао кључну улогу у рату којим је Словенија осигурала независност од Југославије.
СДС је била блиско везана с Католичком црквом, али је у последње време од ње критикована због подршке коцкарском туризму, истраживању изворних ћелија и легализације истополних заједница.
Од избора 2004. СДС је је део владајуће коалиције у Словенији.
СДС има представнике у Европском парламенту, а чланица је Европске народне партије.